# Ріо-Бек
Ріо-Бек (ісп. Río Bec) — руїни міста цивілізації мая у штаті Кампече (Мексика). Слід не плутати саме городище Ріо-Бек з поселеннями групи Ріо-Бек. Для відмінності останні позначені Ріо-Бек I, Ріо-Бек II, Ріо-Бек III, Ріо-Бек IV, Ріо-Бек V.

## Історія
Стародавня назва невідома. Засновано приблизно в середині V століття. Того часу навколо міста виникло самостійне царство (назва ще не дешифрована). Згодом вплив цієї держави поширився на область, що відповідає півдню штату Кампече (так званий регіон Ріо-Бек).
Політична історія міста й держави відома замало. Розквіт припав на VII—VIII ст. Поки що не виявлені імена місцевих ахавів. Занепало під час кризи класичного періоду приблизно на початку IX ст.

## Опис
Розташований у південній частині Кампече. Загалом область Ріо-Бек, де виявлені городища цієї групи, охоплює 100 км2.
Архітектура міста дало назву окремому архітектурному стилю. Пізніше цей стиль поширився на сусідні міста. Його особливість полягає в тому, що храмові піраміди забезпечувалися 2 вежами, які не несли ніяких функцій і були без будь-яких внутрішніх приміщень.
Центральна площа не очищена, але відомо, що вона мала квадратну форму. Навколо неї розташовувався адміністративно-культовий центр. Храми, що розташувалися на платформах різної величини, так само були нефункціональні. Вони не порожні. На деяких фасадах є досить правдива імітація дверей, яких фактично не існує. Більша частина території вкрита рослинністю, що ускладнює дослідження споруд.
Житлові будови складаються з декілька груп, що утворюють своєрідні дворики (так звані патіо).
У центрі площі виявлено скульптурну фігуру у вигляді полоненого воїна з розкритою грудною кліткою, що лежить на платформі.
Виявлено низку стел з написами. Найбільший інтерес являють 2 стели, одну з яких частково зруйновано (стели 3 і 6). Остання відома дата сягає 795 року.

## Історія досліджень
Першим про ці руїни заговорив австрійський науковець Теоберт Малер наприкінці XIX ст. Він зробив припущення про їхнє існування, але на можливому місці розташування так і не побував. Дослідним шляхом пішов француз Моріс де Періньї. Він був першим, хто написав невеликий нарис про це місце, побувавши там у 1906—1907 роках.
У 1912 році тут роботи проводили фахівці з Музею Пібоді (США) на чолі з Р. Мервіном і К. Хеєм. У 1933 році розкопки вели археологи з третьої партії 16-ї експедиції Інституту Карнегі (США). Після цього тривалий час не здійснювалося досліджень.
У 1972 році поновилися значні розкопки на чолі з Карлом Руппертом і Джоном Денісоном. Розкопки проходять з 2003 року на чолі з Домініком Мішле, який очолює експедицію французьких археологів.